# Believe/Kumorinochi, Kaisei
«Believe / Kumori Nochi, Kaisei» (Believe／曇りのち、快晴?) es el vigesimoquinto sencillo de la banda japonesa Arashi que salió el 4 de marzo de 2009.

## Información del sencillo

### "Believe"
- Letras y compuesto por: 100+
- Letras del Rap: Shō Sakurai
- La canción fue usada como tema principal de la película de Shō Sakurai Yatterman.

### "Kumorinochi, Kaisei"
- Letras por: Shinya Tada
- Compuesto por: QQ
- Arreglado por: QQ, Hirofumi Sasaki
- Es el tema principal del drama Uta no Onii-san (歌のおにいさん?) estelarizado por Satoshi Ohno.

## Lista de pistas
- Edición Normal lista de pistas

| Pista # | Título de pistas                                  | Duración |
| ------- | ------------------------------------------------- | -------- |
| 1       | "Believe"                                         | 4:48     |
| 2       | "Kumori Nochi, Kaisei" (曇りのち、快晴)           | 4:16     |
| 3       | "Tobira" (トビラ)                                 | 4:22     |
| 4       | "Believe" (Karaoke)                               | 4:48     |
| 5       | "Kumori Nochi, Kaisei" (Karaoke) (曇りのち、快晴) | 4:16     |
| 6       | "Tobira" (Karaoke) (トビラ)                       | 4:18     |

- Edición Limitada A Lista de pistas

| Pista # | Título de pistas                        | Duración |
| ------- | --------------------------------------- | -------- |
| 1       | "Believe"                               | 4:48     |
| 2       | "Kumori Nochi, Kaisei" (曇りのち、快晴) | 4:16     |

- Edición Limitada A DVD Lista de pistas

| Pista # | Título de pista         |
| ------- | ----------------------- |
| 1       | "Believe" (Live action) |

- Edición Limitada B Lista de pistas

| Pista # | Título de pistas                        | Duración |
| ------- | --------------------------------------- | -------- |
| 1       | "Kumori Nochi, Kaisei" (曇りのち、快晴) | 4:16     |
| 2       | "Believe"                               | 4:48     |

- Edición Limitada B DVD Lista de pistas

| Pista # | Título de pistas                        |
| ------- | --------------------------------------- |
| 1       | "Kumori Nochi, Kaisei" (曇りのち、快晴) |

## Presentaciones en vivo
1. 02/27 - Music Station (Kumori Nochi, Kaisei)
2. 03/05 - Utaban (Believe)
3. 03/06 - Music Japan (Kumori Nochi, Kaisei)
4. 03/06 - Music Station (Believe)
5. 03/09 - Hey! Hey! Hey! (Believe)
6. 03/24 - Music Lovers (Believe)

## Ventas
"Believe / Kumori Nochi, Kaisei" es actualmente el sencillo más vendido de 2009, vendiendo más de 646 000 copias durante la primera mitad del año, superando los números de venta final de "Truth/Kaze no Mukō e" en el 2008. Se vendieron 501 988 copias durante su primera semana, así que es el primer sencillo en superar medio millón de copias en su primera semana desde el lanzamiento del sencillo de KAT-TUN, "Real Face" de 754 000 en abril de 2006.
En la actualidad tiene la segunda más alta venta de sencillos en la primera semana de 2009, que fue superada por el grupo con su siguiente sencillo, "Ashita no Kioku/Crazy Moon: Kimi wa Muteki".

### Oricon sales chart (Japón)
| Lanzamiento         | Lista                        | Posición máxima | Vetnas Totales |
| ------------------- | ---------------------------- | --------------- | -------------- |
| 4 de marzo de 2009  | Oricon Daily Singles Chart   | 1               | 214 618        |
| 11 de marzo de 2009 | Oricon Weekly Singles Chart  | 1               | 501 988        |
| Marzo de 2009       | Oricon Monthly Singles Chart | 1               | 587 554        |
| Diciembre de 2009   | Oricon Yearly Singles Chart  | 1               | 656 676        |

Ventas Totales hasta ahora: 654 530 (Desde 08/09/2009)

### Listas de Billboard (Japón)
| Lista            | Posición máxima |
| ---------------- | --------------- |
| Hot 100          | 1               |
| Hot 100 Airplay  | 5               |
| Hot Single Sales | 1               |